# Noua teorie a comerțului
Noua teorie a comerțului ( NTT ) este o colecție de modele economice în comerțul internațional care se concentrează pe rolul creșterii randamentelor la scară și efectelor rețelei , care au fost dezvoltate la sfârșitul anilor 1970 și începutul anilor 1980. 
Noii teoreticieni ai comerțului au relaxat ipoteza unei reveniri la scară constantă, iar unii susțin că utilizarea măsurilor protecționiste pentru a construi o bază industrială imensă în anumite industrii va permite acestor sectoare să domine piața mondială.
Forme mai puțin cantitative similare unei industrii „infantile” care luptă împotriva comerțului liber au fost susținute de teoreticienii de comerț încă din 1791 (a se vedea: Istoria comerțului liber).

## Legături externe
- On The Smithian Origins Of "New" Trade And Growth Theories, Aykut Kibritcioglu Ankara University shows that Adam Smith's "increasing returns to scale" conception of international trade anticipated NTT by two hundred years.
- Krugman acknowledges NTT's debt to Ohlin. He writes that Ohlin may have lacked the modelling technology necessary to incorporate increasing returns to scale into the Heckscher-Ohlin model, but that his book Interregional and International Trade, discusses the consideration qualitatively.